# Condado de Henao
El Condado de Henao (en francés: Comté de Hainaut, en neerlandés: Graafschap Henegouwen) era una región histórica en los Países Bajos. Se trataba de lo que hoy es la provincia belga de Henao y la parte sur del departamento francés Nord. En la época romana, Henao estaba situado en las provincias romanas de Galia Bélgica y Germania Inferior y habitada por tribus celtas, hasta que los pueblos germánicos sustituyeron y pusieron fin a la dominación romana imperial. Sus ciudades más importantes fueron Mons (Bergen), Cambrai (Kamerijk) y Charleroi. Hoy en día, el histórico condado de Henao está territorialmente dividido entre Bélgica y Francia.

## Historia
El condado de Henao, situado en el oeste del Sacro Imperio Romano Germánico, cerca de la frontera con el Reino de Francia, surgió de la refeudalización de tres condados en 1071: 
- El condado de Mons
- La parte sur del Landgraviato de Brabante
- El marquesado otoniano de Valenciennes

La unificación de la provincia de Henao, como feudo imperial se llevó a cabo en 1071, cuando Richilda, condesa de Mons y Henao, y su hijo Balduino II trataron de vender sus feudos a Enrique IV del Sacro Imperio Romano Germánico después de haber sido derrotado y muerto, en la batalla de Cassel, Arnulfo III, conde de Flandes y Henao, esposo de Richilda y padre de Balduino. Enrique IV ordenó al obispo de Lieja la compra de los feudos, y luego la devolución como un condado unificado a la condesa Richilda y por transmisión feudal al ducado de la Baja Lotaringia. Los condes de Henao tuvieron varias conexiones históricas con los condes de Flandes y Holanda, con los que tenían vínculos familiares muy fuertes. 
A lo largo de su historia, el condado de Henao formó una unión personal con otros estados, por ejemplo: 
- Henao y Flandes: 1067-71 y 1191-1246
- Henao y Holanda: 1299-1436
- Henao y Baviera-Straubing: 1356-1429

En 8 de octubre de 1436, con la temprana muerte de Jacqueline de Baviera (probablemente de tuberculosis) en Teilingen Castle, cerca de La Haya (donde está enterrada), sus propiedades fueron adquiridas por Felipe III de Valois, duque de Borgoña. Después de la boda de María I de Valois, duquesa de Borgoña al emperador Maximiliano I de Habsburgo, las tierras se convirtieron en una parte de los Países Bajos de los Habsburgo.